# Grigori Aleksàndrov
Grigori Vassílievitx Aleksàndrov (en rus: Григо́рий Васи́льевич Алекса́ндров; el nom familiar original era Mormonenko (Мормоненко); 23 gener 1903 – 16 desembre 1983) fou un director de pel·lícules soviètic que va ser anomenat artista del poble de l'URSS el 1947 i Heroi de Treball Socialista el 1973. Li va ser atorgat el premi Stalin el 1941 i 1950.
Inicialment associat amb Sergei Eisenstein, amb qui va treballar com a co-director, guionista i actor, Aleksàndrov esdevenia un director important per dret propi en els anys 1930, quan va dirigir Nois alegres i una sèrie d'altres comèdies musicals protagonitzades per la seva muller Liubov Orlova.
Encara que Aleksàndrov va estar actiu fins a la seva mort, els seus musicals fets a la Unió Soviètica, són les seves pel·lícules més populars.

## Honors i premis
- Ordre de l'Estrella Roja (11 de gener de 1935)
- Premis Stalin:

Primera classe (1941), per "Circ" (1936) i "Volga-Volga" (1938)
Primera classe (1950), per "Reunió a l'Elba" (1949)
- Artista del poble de l'URSS (1948)
- Heroi de Treball Socialista (1973)
- Tres Ordres de Lenin
- Ordre de la Bandera Roja del Treball, tres cops
- Ordre de l'Amistat dels Pobles (21 de gener de 1983)

## Filmografia
- October: Ten Days That Shook the World (Октябрь); 1928, co-dirigida amb Sergei Eisenstein
- The General Line (Старое и новое); 1929, co-dirigida amb Sergei Eisenstein
- Sentimental Romance (Сентиментальный романс); 1931, documental
- Five-year Plan (Пятилетний план); 1932, documental
- ¡Que viva México! (Да здравствует Мексика!); 1932, co-dirigida amb Sergei Eisenstein
- Internationale (Интернационал); 1933, documental curt
- Nois alegres (Весёлые ребята); 1934
- Circus (Цирк); 1936
- Sports Parade (Физкультурный парад); 1938
- Volga-Volga (Волга-Волга); 1938
- The Shining Path (Светлый путь); 1940
- A Family (Одна семья); 1943
- Men of the Caspian (Каспийцы); 1944, documental
- Spring (Весна); 1947
- Encounter at the Elbe (Встреча на Эльбе); 1949
- The Composer Glinka (Композитор Глинка); 1952
- Great Mourning (Великое прощание); 1953
- From Man to Man (Человек человеку); 1958
- Russian Souvenir (Русский сувенир); 1960
- Lenin in Poland (Ленин в Польше); 1961
- Before October (Перед Октябрём); 1965
- Lenin in Switzerland (Ленин в Швейцарии); 1965, co-dirigida amb Dmitri Vasilyev
- On the Eve (Накануне); 1966, co-dirigida amb Dmitri Vasilyev
- Starling and Lyre (Скворец и Лира); 1974